# Villarosa (stacja kolejowa)
Villarosa (wł. Stazione di Villarosa) – stacja kolejowa w Villarosa, w prowincji Enna, w regionie Sycylia, we Włoszech. Stacja znajduje się na linii Palermo – Katania.
Według klasyfikacji RFI ma kategorię brązową.

## Linie kolejowe
- Linia Palermo – Katania